# Tudortiden

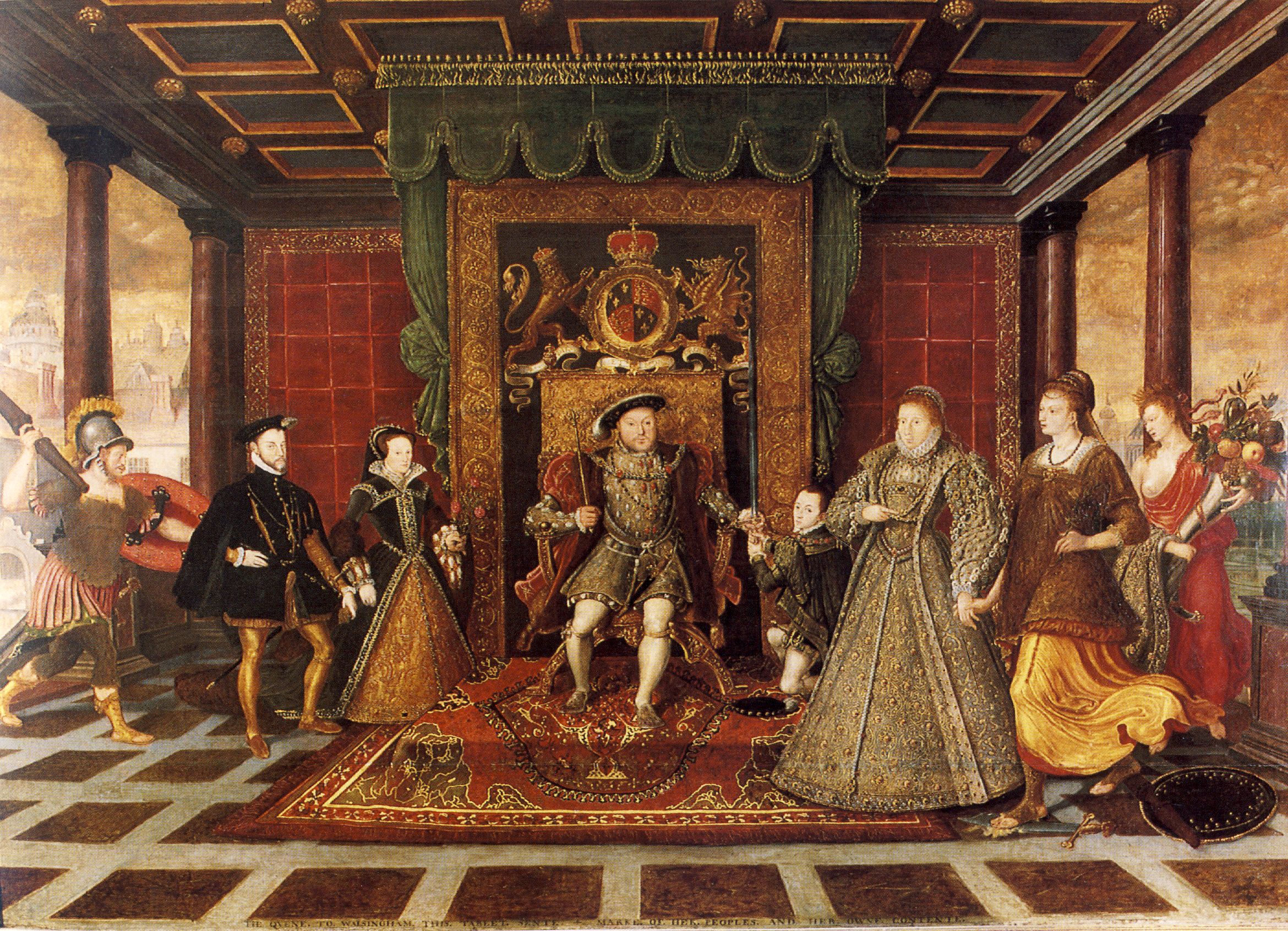
Allegorisk målning över tudoreran. Fr.v.t.h.: Filip II av Spanien, Maria I, Henrik VIII, Edvard VI och Elisabet I.

Tudortiden syftar på perioden från 1485 till 1603, särskilt avseende i Englands historia. Perioden sammanfaller med kungahuset Tudors tid på den engelska tronen; dynastins första regent var kung Henrik VII (född 1457, död 1509. Regent från 1485 till sin död). I vidare hänseende kan begreppet också inbegripa drottning Elisabet I:s regeringstid (1558–1603), även om denna ofta behandlas under egen benämning, den elisabetanska.

## Sociala och ekonomiska revolutionen
Efter digerdöden och jordbrukets nedgång i slutet av 1400-talet började befolkningen att växa. Exporten av ylleprodukter ledde till ekonomiskt uppsving för produkter som exporterades till kontinenten. Kung Henrik VII förhandlade fram det förmånliga Intercursus Magnus-fördraget år 1496.
De höga lönerna och överflödet av tillgänglig mark under slutet på 1300-talet och början av 1400-talet ersattes nu med låga löner och en brist på mark. Olika inflationstryck, kanske på grund av tillströmningen av den guld från Nya världen och växande befolkning, skapade förutsättningarna för social omvälvning med en växande klyfta mellan rika och fattiga. Detta var en tid av viktiga förändringar för majoriteten av befolkningen på landsbygden, då godsherrar inledde enclosure-processen (jordreform).

## Ekonomisk utveckling 1536–1553
Tudorregeringen gjorde enorma intäkter från upplösningen av klostren. De kyrkliga inkomster från annater och tionde, som tidigare gått till påven, gick nu till kungen. Tudorregeringen fick ytterligare inkomster från kyrkliga mark på två sätt: genom att arrendera ut konfiskerad mark eller genom att sälja den. Från 1536 till Henriks död samlade regeringen 1,3 miljoner pund. Det stora inflödet av pengar tvingade Oliver Cromwell att ändra kronans finansiella system för att kunna hantera dem.

## Väsentliga händelser under perioden

### Slaget vid Stoke (1487)
År 1487 hade kung Henrik VII:s fiender från Huset York krönt en tronpretendent och samlade en liten armé utanför kusten i Cumbria i avsikt att erövra kronan. Henrik VII besegrade dem vid East Stoke. Detta var en av de sista striderna i rosornas krig.

### Reformationen
Detta var kanske det mest betydelsefulla händelseförloppet som ägde rum under tudortiden. Det tog sin början till följd av Henrik VIII:s missnöje med påve Clemens VII:s vägran att bevilja äktenskapsskillnad. Det slutade med att engelska kyrkan bröt sig ur den romersk-katolska kyrkan, och bidrog möjligen till det engelska inbördeskriget.

### Norfolkupproret (1549)
Med början 1549 skulle detta bli det största folkupproret under tudortiden. Det var först avsedd att vara en demonstration mot att allmänningar delades upp och införlivades i större egendomar (enclosure). Anstiftaren Robert Kett hängdes för förräderi.

## Vardag under perioden

### Religion och politik
När Elisabet I styrde över England inträffade ett politiskt uppsving. Religiösa, handelsmässiga och maktbalansmässiga motsättningar gjorde att England förde kriga mot Spanien. När Maria Stuart, tidigare drottning av Skottland och katolik, läts avrättas av Elisabet I 1587 förvärrades läget. År 1588 besegrade England Spanien. Spanien hade dessförinnan haft som mål att få England att återigen bli katolskt. Detta krig fortgick, samtidigt som ett irländskt uppror seglade upp. De finansiella svårigheter som staten hade gjorde att parlamentet fick en starkare ställning.

### Religion
Kung Henrik VIII upprättade under sitt styre en nationell engelsk kyrka. Henrik använde reformationen i England för egen vinning i politiken. Den dåvarande påven, Clemens VII, tillät inte Henrik att skilja sig från sin första fru, Katarina av Aragonien, varför Henrik (1531) bröt med den katolska kyrkan och skapade den engelska, som han kunde styra utan inblandning från Vatikanen. Han upplöste och förstatligade alla kloster. Senare, under Edvard VI:s regering, skedde en protestantisk reformation. drottning Maria I försökte återinföra den katolska kyrkan genom en motreformation, men Elisabet I såg till att den engelska kyrkan förblev statsreligion. Motsättningar inom religionen och politiken fortsatte dock under ett bra tag fram över. Henrik VIII:s revolutionära reformation utökade det ecklesiastiska ansvaret för skatter och ökade biskoparnas ansvar till att samla in skatter åt kronan. År 1534 skulle de dessutom indriva tionde och annater, vilket ersatte den påvliga indrivningen.
Under huset Tudors tid vid makten var religionen en mycket stor del av folkets vardag, och religiösa högtider firades året runt. Vid dessa tillfällen arbetade man ofta mindre, och emellanåt inte alls. Gatuprocessioner med handklockor, baner och processionskors var vanligt förekommande. Religionen var kollektiv och inte individuell. Rogationsdagsvandrarna – församlingsbor som vandrade längs sockengränsen och märkte ut den – trodde inte att tryggheten i deras samhälle enbart berodde på relationen till grannsocknarna, utan på Guds välvilja och beskärm. Ånger och botfärdighet var essentiellt enligt kyrkan. Att tiden i skärselden kunde förkortas genom att utföra vissa handlingar var tänkt att uppmuntra fromhet, men om man inte bad med innerlighet kunde inte avlat erhållas. Att be för de döda var ett annat sätt att förkorta tiden i skärselden, därför byggdes särskilda kapell där man regelbundet höll mässor för de som låtit bygga dem. Många gick med i skrån eller gillen, vilka bland annat hade som uppgift att sörja för medlemmarnas behov efter de dött och som organiserade de flesta socioreligiösa festligheterna i senmedeltidens England.
Släktskap och gemenskap följde med efter dödens inträde, och de avlidna sågs som en del av samhället. Många föremål i kyrkan anmodade de levande att be för hädangångna sockenbors själar. Liksom de levandes förböner kunde hjälpa de döda, så kunde förböner av dem i himmelen påverka välbefinnandet för dem på jorden. Man bad till helgon för att bota specifika åkommor: Erasmus, vars mage hade skurits upp, kunde bota tarmsjukdomar. Apollonia tillbads för att bota tandvärk, eftersom hon torterats genom att få sina tänder sönderslagna.

### Kultur

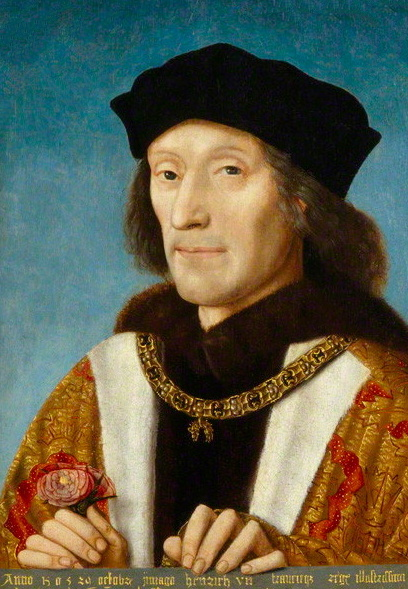
Huvud- och axeltavlan på National Portrait Gallery av Michel Sittow.

#### Konst
Konsten tog stora steg framåt under slutet av 1400-talet. Enbart huvudet och axlarna avbildades i tavlorna, aldrig hela kroppen. Man använde sig oftast av oljefärger på trä (ek). Bakgrunden var antingen guldfärgad eller mönstrad för att representera en rik brokad. På balustrader stod oftast de avbildande lutande, där balustraden var täckt med brokader eller gobelänger. Kung Henrik VII var väldigt intresserad av konst, och lade mycket pengar på att inhandla det. Det fanns inte särskilt många engelska konstnärer under den här tiden, och de som fanns kopierade huvudsakligen konst från Flandern. De tavlor som avbildar Henrik V och andra viktiga personligheter fram till Henrik VII målades förmodligen av flamländare. Henrik VII beordrade engelska konstnärer att kopiera dessa tavlor, för att ställa ut på slotten Westminster, Greenwich och Sheen.
De bästa illuminationerna från denna tid tillverkades i Flandern, speciellt från slutet av 1400-talet till början av 1500-talet. Ytterst få illuminationer tillverkades dock i England. Flera av dessa som tillverkats avbildar kung Henrik VII, som även avbildades i målningar. En huvud- och axeltavla på National Portrait Gallery av Michel Sittow skall vara särdeles lik gemålen själv med en underrock i svart sammet, och en överrock i guldbrokader och hermelin. Huvan är av filt, och han bär Gyllene skinnets ordens kedja, vari han upphöjdes till riddare år 1491 . I sin högra hand håller han en röd ros. Det gjordes flera illuminationer av kungen.

#### Skulpturer

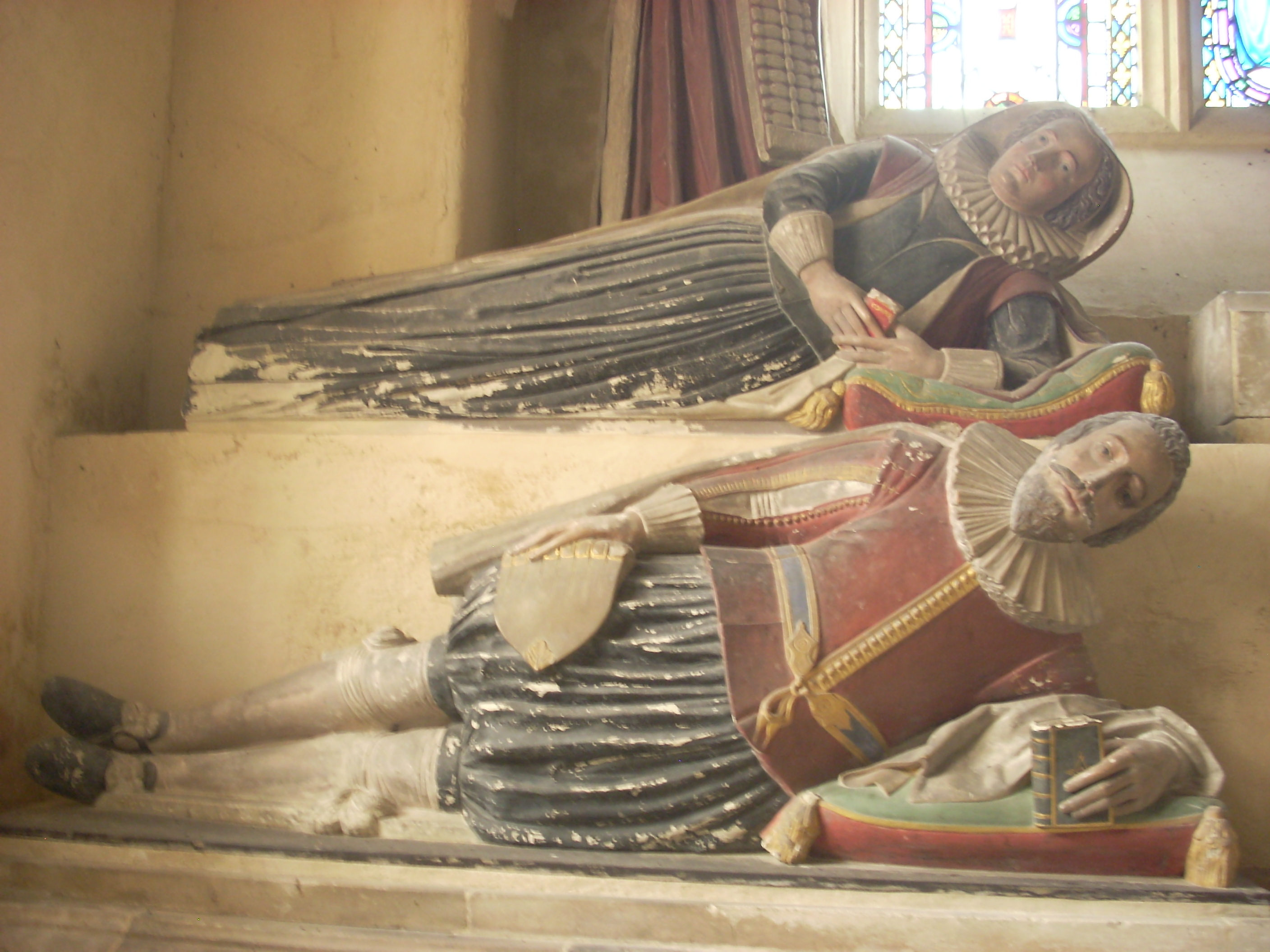
Liggande skulpturer

Skulpturskonsten under perioden var generellt sett gotisk. I de allra flesta fall avbildades personerna liggande, med djur vid fötterna och kuddar under huvudet (sistnämnda främst på civilpersoner).

#### Mode

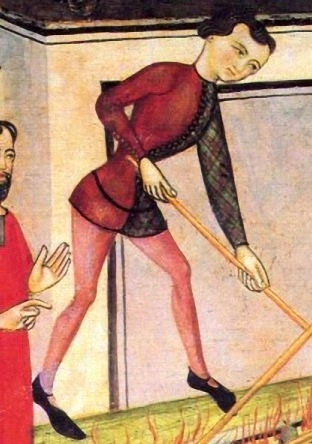
Bilden visar en cotehardie

Modet under tudorperioden varierade över de drygt hundra år som dynastin varade. Det kontinentala modet hade stor påverkan på modet hos den engelska adeln under huset Tudors styre, med en successivt ökande tendens. Under Henrik VII:s styre förändrades det sedan tidigare förhärskande modet med de senmedeltida houppelande och cotehardie. Cotehardien utvecklades successivt till kjortlar för kvinnor. Dessa satt tätt runt livet och över höften, men som därefter vek ut som en klänning. Mindre ändringar i urringningen och bältet separerade dessa två klädesplagg. Hos män förändrades cotehardien till dubbletter. Houppelandien som tidigare hade burits väldigt löst över cotehardien patronplisserades och försågs med bälte vid midjan. Klädesplagget blev återigen lösare när Henrik VIII blev kung. Då ansågs den vara något gammalmodig och användes främst av lärda. Dessa klädesplagg, på engelska kallade gown, används ofta i dag vid examenshögtider när studenter går ut skolan.
Under slutet av Henrik VIII:s tid slutade kvinnorna successivt att använda kjorteln, för att istället ta över männens något förlegade gown. De bars ensamma, eller med en kjortel under. Kvinnornas gown hade fyrkantig urringning, och klockformade ärmar. De gjordes i ett stycke. Halskragar bars ibland till. Både män och kvinnor använde låga, breda skor med fyrkantiga tår och med sulor av kork eller läder.
Samtida skulptursavbildningar ger mycket information om hur modet var på den tiden. Högt uppsatta män avbildade som skulpturer var nästan alltid fullt bepansrade. Eftersom avbildade kvinnor ofta bar sina finaste klänningar när de avbildades, så får forskare ut mycket information av hur modet var på den tiden genom dessa skulpturer. Kostymer och accessoarer som avbildats i gobelänger från Henrik VII:s tid visar också mycket av den tidens mode, delvis eftersom vävaren formgav sina egna modeller. Kopiorna av de flamländska konungamålningarna visar detaljerat huvudplagget, och i synnerhet juveler och liknande. Hos män skulle ansiktet vara slätrakat.
År 1504 startade Henrik VII en kampanj mot adelns och dess följeslagares överdådiga dräkter. Krönikören Edward Hall skrev om detta:
| ”                                        | Han letade bland strafflagarna, och verkställde dem, och de som befanns lagöverträdare blev till en början bötfällda och gisslade. Efter det tillsatte han två mästare och inspektörer för sina bötesbelopp, den ene Sir Richard Empson [en ökänd minister och mästerlig hovutsugare] och den andre Edmund Dudley, båda bevandrade i rikets lagar. Och dessa två personer tävlade om vem som genom indrivningen mest kunde behaga och uppfylla sin herres önskningar och begär. Varför de i början rustade sig med ett sällskap anklagare [vanligen kallade promotors] som gav dem namnen på förbrytarna, och högaktade och brydde sig om pengavinning så mycket, att de uppenbarligen glömde och slog ur hågen sina plikter, vådan det kan leda till, och tacksamheten och välviljan de hade kunnat få, och ändå blev de varnade av framstående och kloka personer att ta händerna från sådana obarmhärtiga förehavanden och grymma ytterligheter, som det heter: the extremity of injustice, is extreme injury [orättvisans ytterlighet är ytterlig oförrätt]. | „ |
| – Edward Hall, Chronicle, fritt översatt | |   |

John de Vere, 13:e earl av Oxford var en av de som blev bestraffade för detta. Han hade underhållit Henrik VII i Castle Hedingham med mer vräkighet i sin klädsel än vad Henrik ansåg passande. de Vere blev dagen därpå bötfälld på en summa av 15 000 marker, vilket motsvarar ungefär 10 000 pund i dag.

### Fattigdom
Ungefär en tredjedel av befolkningen levde i fattigdom, och de rika förväntades ge allmosor för att hjälpa de fattiga. Lagen var hård mot de som var friska och fattiga, det vill säga de som inte kunde hitta arbete. Den som lämnat sin socken för att hitta arbete kallades luffare och kunde utsättas för straff, till exempel piskas. En idé om ett arbetshus för de som var friska men fattiga och arbetslösa dök upp först omkring 1576.

### Hälsa
Medelåldern var 35 år. Barnadödligheten var hög – endast mellan en tredjedel och hälften av alla födda blev äldre än 15 år. Städerna var tätbefolkade och ohygieniska. De flesta städer saknade stenlagda gator. Det fanns inga avlopp och kloaker och sopor och latrin kastades direkt ut på gatorna. Råttor och annan ohyra var allmänt förekommande. Några vanliga sjukdomar var influensa, smittkoppor, dysenteri och syfilis. Utbrott av pestepidemier i Europa skedde på 1300-talet (digerdöden), 1498, 1535, 1543, 1563, 1589, 1603, 1625 och 1636. Orsaken till att sjukdomen spreds fort var människans snabba transportsystem som antingen kunde föra med sig smittan med loppor eller råttor.

### Mat och kosthållning
Den mat som konsumerades av de rika under denna period bestod huvudsakligen av älgkött, och ofta av koltrastar och lärkor. Potatis förekom inte som livsmedel i någon större utsträckning i England, eftersom de engelska bönderna nyligen börjat odla grödan som upptäcktsresande som Sir Walter Raleigh nyligen hade fört till Storbritannien. Honung användes vanligtvis till att söta livsmedel; socker var sällsynt, men när de hade det, användes det till alla livsmedel, inklusive kött. De fattiga hade aldrig socker eller potatis och åt sällan kött. De skar köttet med knivar och åt det med fingrarna. De fångade ibland kaniner och fiskar, men för det mesta åt de bröd och grönsaker som kål och rovor.

### Hus och bostäder
Majoriteten av befolkningen bodde i små byar. Deras hem bestod, liksom under tidigare århundraden, av hyddor med halmtak och ett eller två rum, men mot slutet av denna era var taken även täckta av takpannor. Möblerna var enkla och pallar var vanligare än stolar. Väggarna i dessa hus var av korsvirke och lerklinat flätverk eller tegel eller sten, vilket var vanligare bland den rikare delen av befolkningen. Lerkliningen var ofta färgad med slamfärg, vilket gjorde den vit, och korsvirket målades ofta med svart tjära för att hindra att det ruttnade. Tegelstenarna var handgjorda och tunnare än dagens tegelstenar. Träbalkarna var uthuggna för hand, vilket gör det lätt att skilja på tudorhus och hus i tudorstil, då äkta tudorhus inte har raka balkar. Övervåningarna på tudorhus var ofta större än och sköt ut över bottenvåningen; detta skapade mer utrymme på övervåningen medan man behöll den maximala gatubredden. 
Det var först under tudorperioden som man först började använda fönsterglas i hus, vilket fick stor spridning, men det var väldigt dyrt och svårt att tillverka, så glasrutorna var små och sattes samman med blyspröjs. De som inte hade råd med fönsterglas använde sig av polerat horn, tyg eller till och med papper. Tudorska skorstenar var höga, smala och hade ofta symmetriska mönster av gjutet eller kapat tegel. Tidiga tudorhus och fattigas hus hade inte skorstenar, istället ledde man ut röken genom ett enkelt hål i taket.
Herrgårdar hade många skorstenar för alla de eldstäder som krävdes för att hålla stora salar varm. Öppna eldar var också det enda sättet att tillaga varm mat på. De rika tudorhemmen behövde många rum, där tjänare och gäster skulle kunna få mat, logi och underhållning. Rikedom visades upp genom överflödig användning av fönsterglas. Herrgårdar hade ofta symmetriska former; E och H var vanliga former.

### Utbildning
Fattiga barn gick inte i skola. Barn från mer välbärgade familjer hade privatlärare som kunde lära dem läsning och franska. Emellertid blev pojkar ofta utskickade till skolor som tillhörde kloster och där skulle de lära sig huvudsakligen latin i klasser med upp till 60 pojkar. Skolorna var hårda och aga var inte ovanligt.

### Fritid
De rika brukade ofta gå ut och jaga för att döda hjortar och vildsvin till sina fester. De hade även fäktning och tornerspel tillhands. De flesta rika människor tittade på björnhetsning. De fattiga spelade en sorts fotboll där målen var ungefär 1 600 meter (en engelsk mil) från varandra, där de hoppade på varandra och ofta bröts halsar och ryggar. Det fanns några teatrar och folk njöt av att se deras föreställningar, särskilt den unge dramatikern William Shakespeare.

## Monarker
Huset Tudor producerade fem engelska monarker som härskade under denna period:
- Henrik VII av England (1485–1509)
- Henrik VIII av England (1509–1547)
- Edvard VI av England (1547–1553)
- Jane Grey (1553) – nominell drottning i nio dagar under misslyckat försök att förhindra Maria I:s trontillträde. Ej medlem av huset Tudor.
- Maria I av England (1553–1558)
- Elisabet I av England (1558–1603)